# Ein Monat auf dem Land (Roman)
Ein Monat auf dem Land ist ein Roman von J. L. Carr, der wegen seiner Kürze auch als Novelle oder Kurzroman bezeichnet wird. Thema ist die psychische Gesundung eines die Schlachten des Ersten Weltkriegs in Nordfrankreich überlebenden jungen Restaurators, der 1920 den Auftrag erhält, ein mittelalterliches Gemälde in einer Dorfkirche in Nordengland freizulegen.
Der Roman, Carrs 1978 geschriebenes und 1980 unter dem Titel A Month in the Country erschienenes „Meisterwerk“ (lt. Penelope Fitzgerald), kam 1980 auf die Shortlist für den Booker Prize, den wichtigsten britischen Literaturpreis, gewann den Guardian Fiction Prize, wurde für das Radio adaptiert und 1987 mit Colin Firth verfilmt. Auf Deutsch erschien der Roman erstmals 2016 bei DuMont.

## Übersicht
Im Sommer 1920 erhält Tom Birkin, ein junger Restaurator Mitte zwanzig, den mäßig bezahlten Auftrag, in einer kleinen mittelalterlichen Landkirche des fiktiven Dörfchens Oxgodby in North Riding, Yorkshire, ein altes Wandgemälde von seinen Übermalungen zu befreien. Vor seiner Einberufung zum Militär hatte Birkin auf dem London College of Art hierfür ein Diplom erworben und kämpfte im Ersten Weltkrieg auf den Schlachtfeldern in Nordfrankreich, einem „Ort des Grauens“, einem „Fleischwolf“. Birkin kam körperlich unversehrt, aber mit „zerbombten Nerven“, stotternd und mit einem Gesichtszucken aus dem Krieg zurück. Seine Frau Vinny verließ ihn kurz vor seiner Reise nach Oxgodby für einen anderen Mann. Er quartiert sich der schlichten Bezahlung wegen oben im Kirchturm neben dem Gemälde ein.

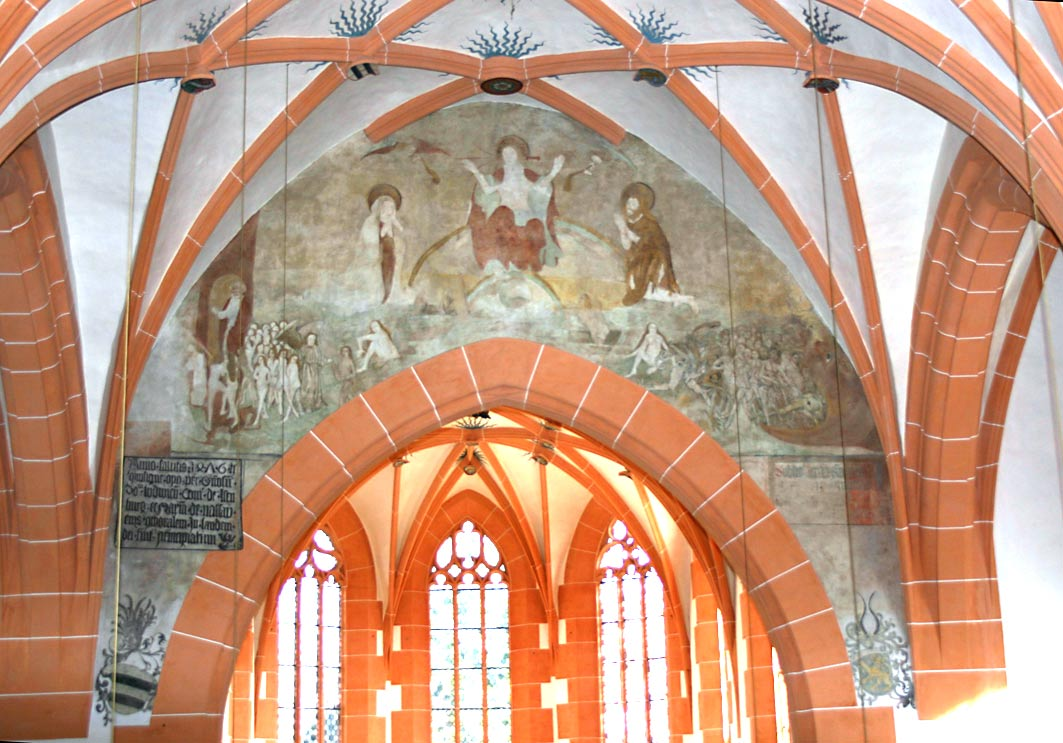
Das Jüngste Gericht, Wandmalerei in der Marienkirche in Büdingen, vermutlich Ende des 15. Jh., übertüncht während der Reformation 1601 wegen des Bilderverbots

Das Wandbild entpuppt sich als eine außergewöhnliche Darstellung des Jüngsten Gerichts. In der Zwiesprache mit diesem ihn immer wieder überraschenden Gemälde und seinem vor Jahrhunderten gestorbenen Schöpfer, in Gesprächen mit den allmählich den Kontakt suchenden Dorfbewohnern und befördert durch einen traumhaft schönen August verlieren sich Birkins äußere Zeichen seines Kriegstraumas. Er lernt Charles Moon kennen, einen Archäologen von Ende Zwanzig, der beauftragt ist, das Grab eines exkommunizierten Angehörigen der Familie Hebron außerhalb des Friedhofs zu finden. Die Aufträge von Tom Birkin und Moon werden aus dem Legat von Miss Hebron, einer wohlhabenden Verstorbenen, gestiftet. In den Gesprächen mit Moon und bei den regelmäßig werdenden Mittagessen mit der Familie des Bahnwärters Ellerbeck gewinnt Tom seine Ruhe zurück. Wie Tom war auch Moon auf den Schlachtfeldern von Frankreich – wie Tom später erfährt, war Moon einerseits hochdekorierter Kriegsheld, andererseits wegen seiner Homosexualität angefeindet.
Der Glaube spielt eine große Rolle in der Geschichte, der Glaube an sich selbst und der an eine göttliche Gerechtigkeit, die das Wandbild beschwört und sich in der latenten Spannung zwischen der methodistischen Familie Ellerbeck und dem Vikar Reverend Keach von der anglikanischen Kirche zeigt: „Religion durchdringt die Geschichte. […] Der subtile soziale Unterschied der Glaubensgemeinschaften in England [...] belebt das Dorf Oxgodby. Glocken läuten und Orgeln klingen auf allen Seiten“. Der Protagonist Birkin wiederum ist ein ungläubiger Humanist, wenn er auch dem religiösen Glauben mit Respekt begegnet.
„Es liegt an Oxgodby, dieser Ort hat mich verändert.“ Birkin hilft bei der Ernte, nimmt teil an Picknicks und Ausflügen, fungiert als Cricket-Schiedsrichter und als Lehrer der Sonntagsschule. Und er verliebt sich in Alice Keach, die etwa neunzehnjährige, bildschöne Frau von Reverend Keach, dem es mit seiner Kühle und Strenge schwerfällt, viele Gemeindemitglieder zu erreichen. Alice und Tom entwickeln eine unausgesprochen bleibende Zuneigung füreinander. Gegen Ende seines Auftrags kommt Birkin aufgrund der Abbildung eines fallenden Mannes im Gemälde zu der begründeten Vermutung, dass der ursprüngliche Maler in der Kirche in den Tod gestürzt ist, bevor er das Gemälde vollenden konnte. Als Moon das Grab außerhalb der Friedhofsmauer findet, glauben sie zu erkennen, dass der gefallene Maler und der exkommunizierte Vorfahre von Miss Hebron ein und dieselbe Person sind.
Bei ihrem letzten Besuch auf der Baustelle nähert sich Alice Keach dem Restaurator körperlich an. Tom spürt, dass er sie für sich gewinnen könnte, wenn er sie nun küssen würde, handelt aber nicht. Kurz danach verlässt das Ehepaar Keach das Dorf auf überstürzte Weise. Wenig später erhält Tom einen Brief von seiner Frau, dass sie zu ihm zurückkehren möchte – er stimmt dem zu, macht sich aber keine Illusionen über ihre Ehe. So endet dieser August 1920 für Tom Birkin zwar mit einer Rückkehr ins Leben, aber dem Verzicht auf eine ihn vielleicht noch überfordernde Liebe – doch als er die Endgültigkeit seiner Entscheidung begreift, jene zärtliche Regung nicht erwidert zu haben, erlebt er den schlimmsten Augenblick seines Lebens. Der Roman endet mit dem Bekenntnis des über 50 Jahre später berichtenden Ich-Erzählers Tom, nie wieder nach Oxgodby zurückgekehrt zu sein.

## Form
Der Roman ist in der Ich-Form und einem oft ironischen Parlando geschrieben, das sich an seine Leser wendet und Formulierungen und Wertungen ausprobiert, korrigiert und verwirft, wodurch der Charakter eines Gesprächs verstärkt wird: „Die Geschichte ist ohne starke Wendungen, aber sie mäandert.“
Die nicht nummerierten, aber thematisch geordneten Abschnitte, die nur einmal die sonst fortschreitende Chronologie durchbrechen, unterstützen den Eindruck eines langen Monologs über eine kurze und doch prägende Phase im Leben des Ich-Erzählers. Er beschreibt diese vier Wochen als Rückblick in eine ferne Vergangenheit, wie ein flüchtiges Geschenk, das ihm helfen, das er aber nicht festhalten konnte: „Der Sommer vergeht und die Vollendung seines Auftrags gibt der Geschichte eine natürliche Struktur.“

## Themen: Über den Tag hinaus

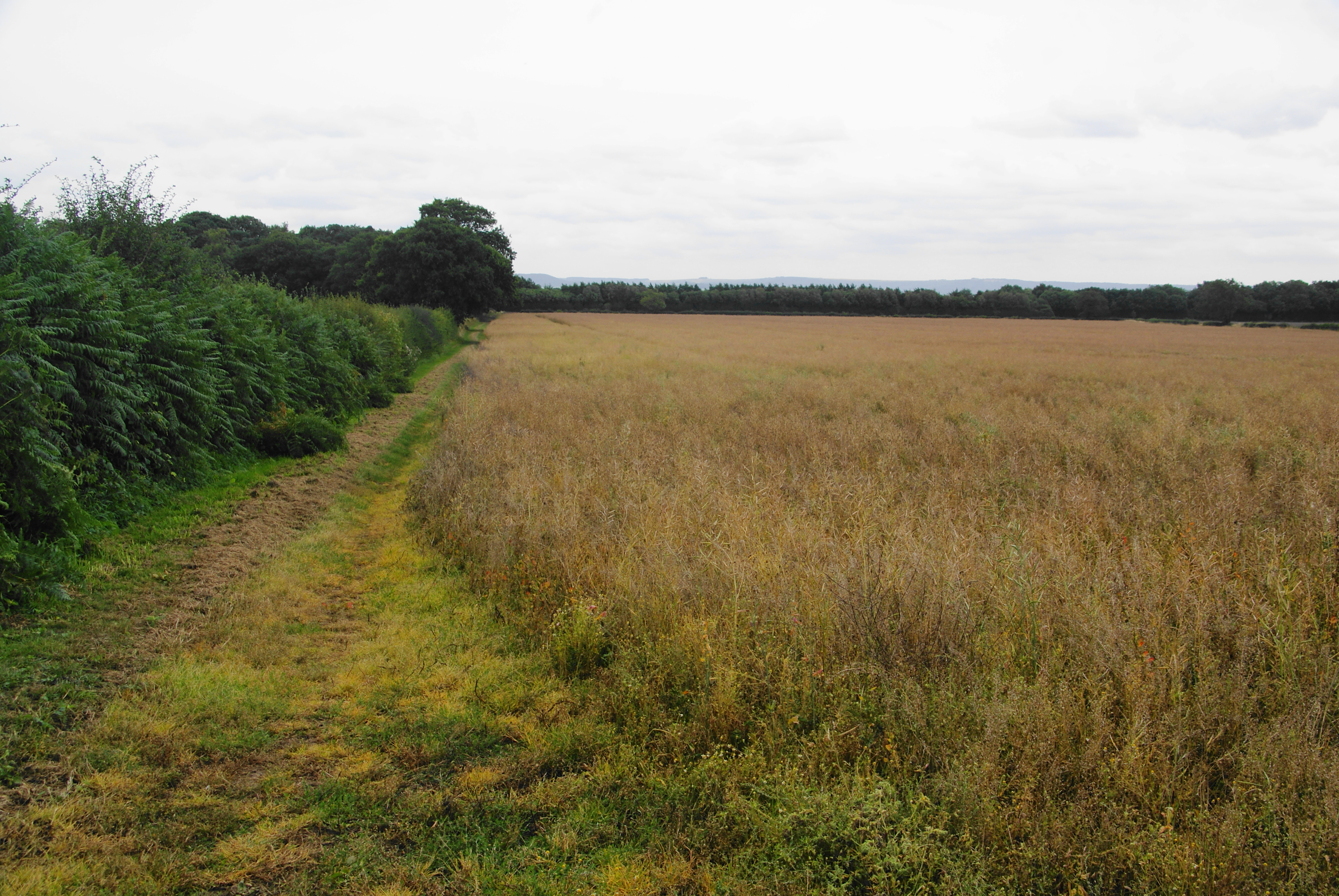
Sommerliche Landschaft bei Carlton Miniott, dem Geburtsort von J. L. Carr in Yorkshire

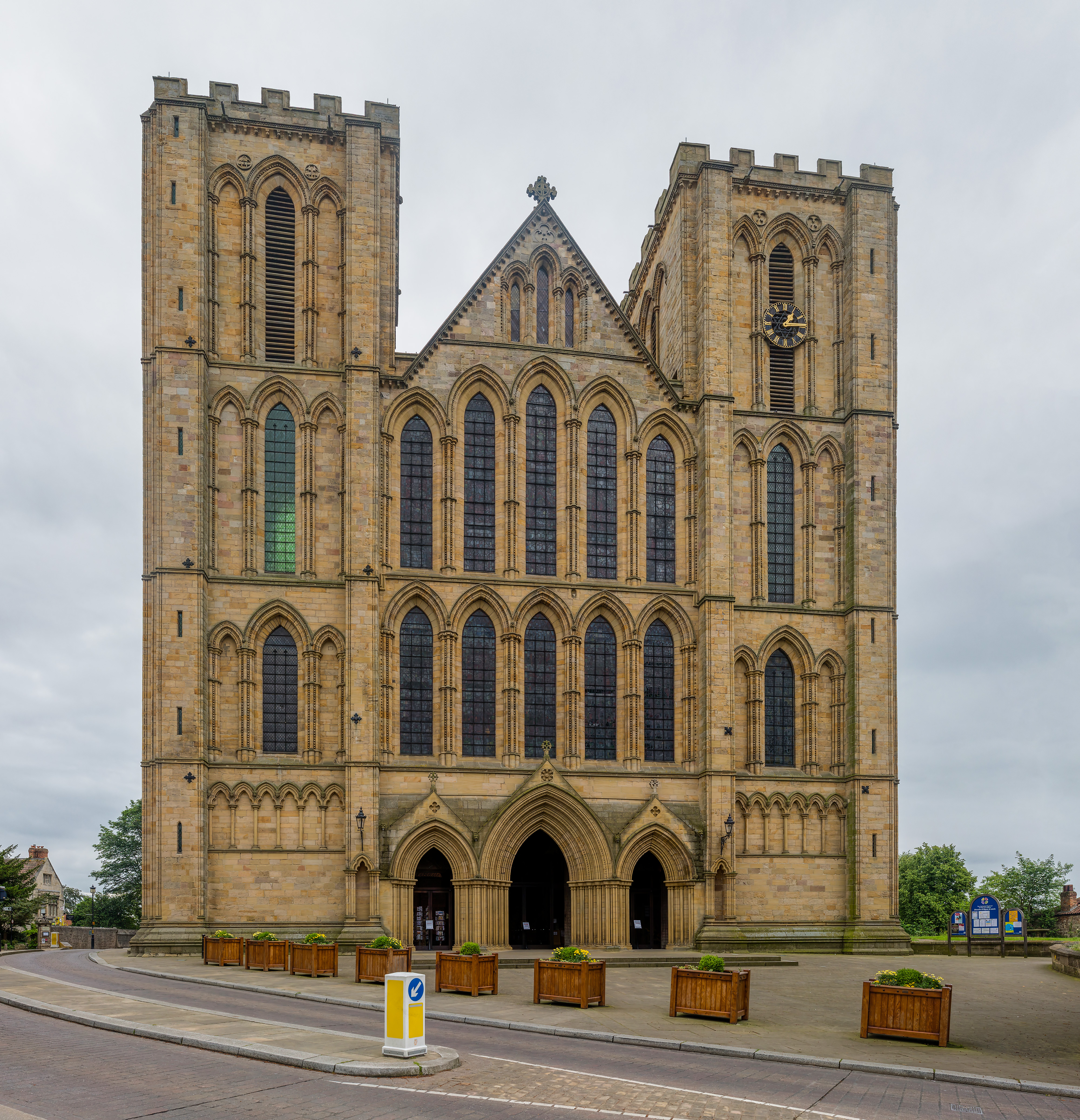
Im Roman besucht Tom bei einem Ausflug die Kathedrale von Ripon

Carr schreibt in seinem Vorwort, dass ihm zunächst „eine nette, unterhaltsame Geschichte vorschwebte, ein ländliches Idyll“, das er mit einer leisen Trauer im Rückblick von fünfzig Jahren erzählen wollte. Ebenso verweist Carr (geboren 1912) darauf, dass sich viele Elemente des geschilderten Dorflebens aus autobiografischen Erlebnissen seiner Jugend in Yorkshire zusammensetzen. An der Schwelle seiner Rückkehr aus dem Krieg in die Zivilisation formuliert der über den Tag hinausdenkende Erzähler eine Reihe grundsätzlicher Einsichten. Im ersten der von Carr dem Text vorangestellten Epitaphe aus Dr. Johnson´s Dictionary heißt es aber zuspitzend: „Eine Novelle – eine kleine Erzählung, zumeist über die Liebe.“
Dieser eine Monat in Oxgodby führt den Erzähler aus dem Weltkriegschaos zurück in ein bürgerliches Leben. Ein zentrales Element dieser Traumabearbeitung ist die erfolgreiche Bewältigung seines Auftrages: „Der Roman ist, unter Anderem, ein Lob der Professionalität.“ Den Bildinhalt der Darstellung des Jüngsten Gerichts, bezieht der Erzähler auf mehreren Ebenen auf seine Kriegserlebnisse: „Je näher er dem Meisterwerk hinter der Kirchendecke kommt, desto näher kommt er auch sich selbst.“ Für Birkin – und das Gemälde – ist Gerechtigkeit ein Hauptthema: Die in die Hölle stürzenden Körper der Verdammten – das sind auch seine Kameraden auf den Schlachtfeldern des Krieges. Die Prognose der Apokalypse – die sollte über all jene hereinbrechen, die diesen Krieg angezettelt hätten. Sowohl die Darstellung der Verdammnis im Jüngsten Gericht wie auch der Ausgrabungsgehilfe Charles Moon, ein weiterer „Überlebender“ des Weltkriegs, bestätigen die Wahrheit des erlebten Grauens. Wenn auch Birkin anfangs an der Zivilisation verzweifelt, so zweifelt er doch nie an seinem Verstand. Wie das Gemälde in kleinen Schritten an der Wand wieder aufscheint, so festigt sich auch Birkins psychische Statur: Im ersten Satz verlässt er den Zug in Oxgodby die Stufen noch „hinabstolpernd“, im letzten Satz der Erzählung macht er sich mit neuer Stabilität „quer über die Wiese auf den Weg“ zurück nach London.
Der Ich-Erzähler registriert aufmerksam auch die dunklen Seiten des Dorfalltags, die den Frieden weniger friedlich erscheinen lassen und nachträglicher Idealisierung entziehen: „Es ist die große Kunst Carrs deutlich zu machen, dass Glück nicht von Schmerz und Vergessen zu trennen ist, die es erst möglich machen.“ So wird Birkin unfreiwillig Zeuge eines Albtraums der auch seelischen Leere im Haus des Vikars und wird über eine Jugend unter einem gewalttätigen Vater ins Vertrauen gezogen. Er erinnert sich auch an den Zustand seiner noch nicht geschiedenen Ehe, einer anderen Art von „Hölle“ vor und nach der Einberufung in den Krieg. Im Realismus dieser Grautöne flutet das Leben zu Birkin zurück, ohne ihn zu überrollen, und lässt ihn dadurch in der Zivilisation wieder Fuß fassen.
Anfangs sieht sich der Londoner Birkin als „Marsmensch“ in Oxgodby, im „Feindesland“ des nördlichen England, dann aber erwacht er nach und nach zu einem Neubeginn in „diesem herrlichen Sommer“ des Jahres 1920. Von der Situation fasziniert stellt Birkin sich die Frage auf, ob er diese Momente vielleicht hätte festzuhalten können, aber er verwirft diese Möglichkeit: „Hätte ich dieses Glück bewahren können, wäre ich dortgeblieben? Nein vermutlich nicht.“ Im Rückblick räumt er ein, dass die für seine Heilung so günstigen Umstände sich gewiss mit der Zeit verändert hätten und Glück nicht in einer time capsule festzuhalten ist – das gelinge nur in einem verschlossenen Raum der Erinnerung, „von der Vergangenheit möbliert, luftdicht, reglos, gleich längst vertrockneter Tinte in einem vor langer Zeit niedergelegten Federhalter.“ 
Seine Abreise begründet der Erzähler zunächst mit jugendlichem Optimismus, dass „erneut etwas Wunderbares hinter der nächsten Biegung auf einen wartet“ – was der Erfahrung nach dann doch nicht eintrete. „Das dargestellte Glück […] ist klug und vorsichtig, seiner Zeitlichkeit bewusst. […] Birkin weiß sehr gut, dass das Leben nicht immer Leichtigkeit und Freundschaft ist, sondern dass es auch lange Sommertage mit einer Ernüchterung gibt, die hinter der nächsten Ecke wartet.“ Glück sei flüchtig, „wir müssen das Glück beim Schopf packen.“ „Birkin blickt verwundert zurück auf die letzten Jahre eines Zeitalters von Laternenlicht und Pferdewagen [...] schon mit dem Vorwort wird die Perspektive der Zeit, der Vergänglichkeit, etabliert.“

## Rezeption

### International

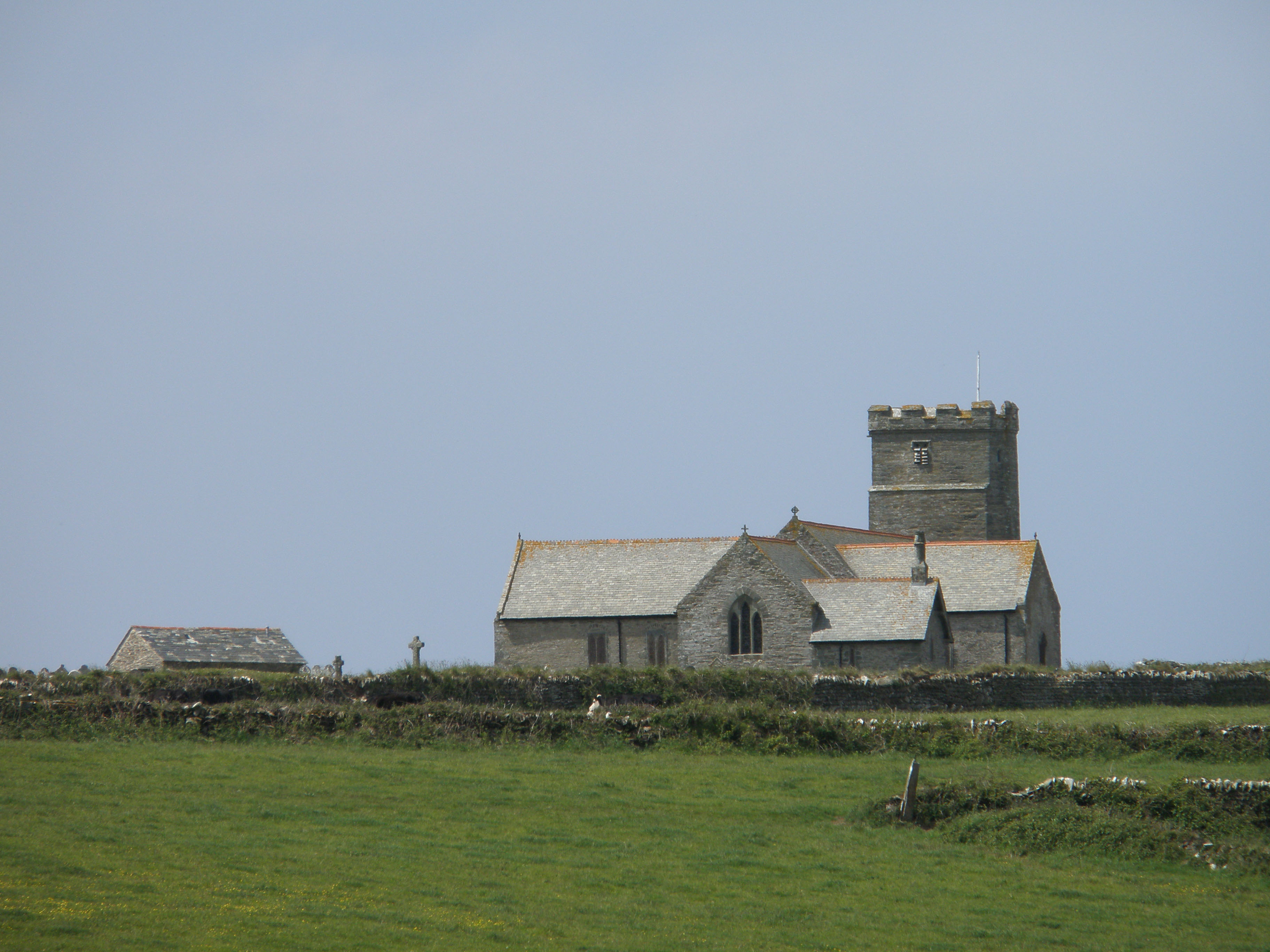
St. Materiana in Tintagel

Carr, ein Schriftsteller, Kleinverleger und ehemaliger Schulleiter, der erst mit über 50 Jahren seinen ersten Roman vorgelegt hatte, erlangte durch die Veröffentlichung von A Month in the Country erstmals größere Aufmerksamkeit. Er ließ sein Buch bei dem ansonsten eher akademische Literatur publizierenden Verlag The Harvester Press aus Brighton veröffentlichen. Der zuständige Verleger John Spiers erinnerte sich, dass er das ihm zugesendete Buch zunächst irrtümlich für eine Ausgabe von Ein Monat auf dem Lande von Iwan Turgenew hielt. Erst als Carr bei ihm anrief, ob er das Manuskript zurückhaben könne, klärte sich das Missverständnis auf. Auf dem Buchumschlag der Originalausgabe ist die mittelalterliche Pfarrkirche St. Materiana in Tintagel in Cornwall zu sehen, ungeachtet dessen, dass der Roman mehrere Hundert Kilometer nordwestlich in Yorkshire spielt.
Nach seinem Erscheinen erhielt das Buch ausdrücklich positive Besprechungen. Carr wurde mit dem Guardian Fiction Award ausgezeichnet, erhielt eine Nominierung für den Booker Prize sowie vor allem aufgrund dieses Buches eine Einladung für die Mitgliedschaft in die Royal Society of Literature. Der Roman behielt über die Jahrzehnte sein Ansehen und wird inzwischen auch in der Klassikerreihe von Penguin Books mit einer Einleitung von Penelope Fitzgerald, die den Roman als Meisterwerk beschrieb, aufgelegt. Natasha Tripney urteilte im Jahr 2010 in The Guardian anlässlich einer Neuauflage, A Month in the Country sei „zarter und eleganter Roman, der scheinbar mühelos mehrere Stränge miteinander verwebt“. Er drücke eine Sehnsucht nach in der Zeit verlorenen Dingen aus, ohne dass er diese überspiele, und die bezaubernd elegische Darstellung eines englischen Sommers werde immer wieder von „rohen und drängenden“ Schilderungen der Kriegsauswirkungen kontrastiert.

### In Deutschland
In Deutschland erschien Carrs Werk erst 36 Jahre nach der ursprünglichen Veröffentlichung, im DuMont Verlag in einer Übersetzung von Monika Köpfer. 2016 wurde Ein Monat auf dem Lande für den Literaturpreis Lieblingsbuch der Unabhängigen nominiert. Es wurde die erste einer Reihe von Carr-Übersetzungen ins Deutsche durch DuMont und Monika Köpfer.
Jochen Kienbaum lobt Carr, dass er, in seiner eleganten und leichtfüßigen Art zu erzählend, die Geschichte zu keiner Zeit überfrachte. Seine große Kunst bestehe darin, in altmodisch anmutenden Miniaturen das Seelenleben seiner Figuren mit der Natur des warmen Sommers verschmelzen zu lassen: „Man spürt förmlich den lauen Wind, riecht den Duft von Heu und Blumen, erahnt das Flirren der Luft.“
Joana Kruse notiert für den Deutschlandfunk, dass Carr „von einer Zeit erzählt, als alles noch möglich scheint und niemand ein Empfinden dafür hat, dass es vieles bald nicht mehr geben wird.“ Seine berührende und kluge Sommergeschichte erinnere sie auch an Rilkes Herbstgedicht („Der Sommer war sehr groß“) in ihrer „Erinnerung und Unschuld, aber auch um den Schrecken des Krieges, denn der verlässt die Überlebenden der Schützengräben nicht mehr.“
Petra Lohrmann sieht die Qualität des Romans in der Bildlichkeit seiner Beschreibungen und den individuellen Charakterzeichnungen aller Personen: „Der ruhige Fluss der Erzählung wird nicht eintönig, weil Carr – wie der Maler des meisterlichen Gemäldes – keine vorgestanzten Figuren darstellt, sondern lebendige Menschen. Eleganz und Leichtigkeit, vor allem aber Warmherzigkeit zeichnen seinen Stil aus.“
Laila Mahfouz ist beeindruckt von den Farben, Gerüchen und Geräuschen, mit denen Carr das Leben im Dorf zu beschreiben versteht. Es sei das warme Licht der Erinnerung, das ihm geholfen habe, sein Leben zu meistern: „inmitten der Natur zu sein, in einer Gemeinschaft warm aufgenommen zu werden und Befriedigung im Wert der eigenen Arbeit zu finden“, so könne die Seele zur Ruhe kommen und sogar die größten Schrecken überstehen.

## Adaptionen
1987 feierte der Kinofilm A Month in the Country seine Premiere. Die Hauptrollen übernahmen Colin Firth als Tom Birkin, Kenneth Branagh als Moon, Natasha Richardson als Alice Keach und Patrick Malahide als Reverend Keach. Regie führte Pat O’Connor, das Drehbuch verfasste Simon Gray, die Filmmusik komponierte Howard Blake. Obgleich überwiegend von der Filmkritik gelobt, geriet der Film lange aus dem Blickwinkel, sodass er lange Jahre kaum zugänglich war. Inzwischen wurde er in England aber auf DVD und Blu-Ray vom British Film Institute veröffentlicht.
Dave Sheasby verfasste ein Radiohörspiel basierend auf dem Buch, das im November 2010 bei BBC Radio 4 seine Premiere hatte.

## Ausgaben
- J. L. Carr: A Month in the Country. With an introduction by Penelope Fitzgerald, Penguin Random House: Penguin Classics 2000, ISBN 978-0-14-118230-8
- J. L. Carr: Ein Monat auf dem Land. Aus dem Englischen von Monika Köpfer, Du Mont, Köln 2016, ISBN 978-3-8321-9835-0